# 김용태 (1926년)
김용태(金龍泰, 1926년 12월 9일 ~ 2005년 4월 2일)은 대한민국의 정치인이다.제6·7·8·9·10대 국회의원을 지냈다.
본관은 김해(金海)이다. 호(號)는 대덕(大德), 별칭은 YT 이고 '두목'이라는 별명을 가졌다.
충청남도 대덕군에서 출생하였으며 충청남도 연기군에서 어린 시절을 보냈다. 훗날 박정희 정부 때 무임소 장관을 역임했고 민주공화당 원내총무를 역임했다.

## 경력
- 서울대학교 사범대학 교육학과 학사
- 충무공 기념사업회 사무국장
- 5.16 군사 쿠데타에 유일무이 비군사 민간인 신분으로 참여
- 민주공화당 원내총무
- 제1무임소 장관
- 동서문화교류협회 회장
- 신민주공화당 상임고문
- 신민주공화당 선거대책위원장
- 자유민주연합 전임고문 겸 최고위원

## 역대 선거 결과
|  | 43.13% |

|  | 65.87% |

|  | 55.86% |

|  | 37.57% |

|  | 28.90% |

## 김용태를 연기한 배우
- 제3공화국 (1993년, MBC) - 정한헌
- 제4공화국 (1995년, MBC) - 노주현